# James Le Gros
James LeGros (nascido em 27 abr 1962) é um ator americano.

## Vida pessoal
LeGros nasceu em Minneapolis sua mãe é professora e seu pai é corretor imobiliário e foi criado em Redlands, Califórnia. Frequentou o Conservatório Profissional em  South Coast Repertory em Costa Mesa, California , tambem na Universidade da Califórnia. LeGros é o genro do ator Robert Loggia.

## Carreira
James LeGros apareceu como Rick em um filme de Gus Van Sant chamado Drugstore Cowboy de 1989. Um de seus melhores papéis conhecidos estava em Living in Oblivion (dirigido por Tom DiCillo , também estrelado por Steve Buscemi e Catherine Keener ). LeGros interpretou Chad Palomino, uma diva de ator do sexo masculino com infinitas estrelas demandas de A-List "para um diretor de 'b-movie' e da tripulação. LeGros apareceu no Showtime [Sleeper Cell]] (como o Agente Especial Ray Fuller ) e na série Law & Order . Ele também foi um membro do elenco no programa de televisão de Ally McBeal e estrelou em Roseanne, Punky Brewster, The Outer Limits e Friends. Ele retratou o Dr. Dan Harris na série da NBC Mercy. LeGros interpretou Peter Gray em Bitter Feast.